# C.O.P. The Recruit
C.O.P. The Recruit es un videojuego de acción-aventura desarrollado por Velez & Dubail y publicado por Ubisoft para Nintendo DS. El juego fue anunciado en el E3 2009 en la conferencia de Nintendo. El juego se registró originalmente con numerosos nombres, uno de los cuales era Driver: The Recruit.

## Trama
El juego sigue a Dan Miles, un ex corredor callejero que se convierte en un nuevo recluta en el Criminal Overturn Program (C.O.P.). Según los términos de la C.O.P., Dan se convierte en un detective que trabaja para proteger a los ciudadanos de Nueva York contra amenazas a gran escala. Trabajando con su mentor, el detective Brad Winter, Dan está investigando una serie de ataques terroristas en la ciudad cuando Brad es arrestado falsamente, lo que deja la investigación en suspenso. Mientras intenta descubrir la verdad detrás del arresto de Brad, Dan se infiltra y regresa a su vida en las calles. Poco a poco se ve envuelto en una conspiración mortal y generalizada y debe trabajar para evitar un ataque potencialmente catastrófico a la ciudad.

## Jugabilidad
El juego es un juego de disparos en tercera persona y de conducción ambientado en la ciudad de Nueva York, con el mismo diseño de mapa y entorno que Driver: Parallel Lines (confirmando su relación con la serie Driver), sin embargo debido a limitaciones de memoria al carecer de la isla de  Bronx. El juego tiene alrededor de 51 misiones con más de 20 horas de juego. También es posible, utilizando el micrófono del sistema DS (y la PDA del juego), llamar al S.W.A.T. equipo, crear barricadas, controles de carreteras, llamar a una ambulancia y acceder al sistema de cámaras de la ciudad.

## Recepción
C.O.P. The Recruit recibió críticas "mixtas" según el agregador de reseñas Metacritic.
El juego ganó dos premios Best of E3 2009: Mejor juego de acción y Mejor tecnología gráfica